# واگنو الوی
واگنو الوی (انگلیسی: Wagneau Eloi؛ زادهٔ ۱۱ سپتامبر ۱۹۷۳) بازیکن فوتبال اهل هائیتی است که در پست مهاجم بازی می‌کرد.
از باشگاه‌هایی که در آن بازی کرده‌است می‌توان به باشگاه فوتبال گنگام، باشگاه فوتبال نانسی، آ.اس موناکو، باشگاه فوتبال پاریس، و باشگاه فوتبال لانس اشاره کرد.
در سال 2008 الوی سرمربی تیم ملی هائیتی شد.